# Badminton-Weltmeisterschaft 1979/Damenteam
Bei der Badminton-Weltmeisterschaft 1979 des kleineren Badminton-Weltverbandes WBF Mitte Juni 1979 in Hangzhou richtete dieser erstmals auch einen Teamwettbewerb getrennt für Herren- und Damenteams aus. Sieger wurde in beiden Mannschaftswettbewerben China vor Thailand.

## Medaillengewinner
| Disziplin | Gold                                                                  | Silber                                                                                  | Bronze                                              |
| --------- | --------------------------------------------------------------------- | --------------------------------------------------------------------------------------- | --------------------------------------------------- |
| Damenteam | Volksrepublik China Fu Chun’e Han Aiping Liu Xia Xu Rong Zhang Ailing | Thailand Sirisriro Patama Suleeporn Jittariyakul Jutatip Banjongsilp Thongkam Kingmanee | Birma Kyaw Kyaw Mya Lay Sein Kgin Khin Aye Win Ngwe |

## Gruppenphase

### Gruppe 1
| Position | Team                | Spiele | W | L | P+ | P- | PD  | P | Resultat |
| -------- | ------------------- | ------ | - | - | -- | -- | --- | - | -------- |
| 1        | Volksrepublik China | 2      | 2 | 0 | 10 | 0  | +10 | 2 | Q        |
| 2        | Singapur            | 2      | 1 | 1 | 5  | 5  | 0   | 1 |          |
| 3        | Mauritius           | 2      | 0 | 2 | 0  | 10 | −10 | 0 |          |

### Gruppe 2
| Position | Team     | Spiele | W | L | P+ | P- | PD | P | Resultat |
| -------- | -------- | ------ | - | - | -- | -- | -- | - | -------- |
| 1        | Thailand | 2      | 2 | 0 | 8  | 2  | +6 | 2 | Q        |
| 2        | Birma    | 2      | 1 | 1 | 5  | 5  | 0  | 1 |          |
| 3        | Hongkong | 2      | 0 | 2 | 2  | 8  | −6 | 0 |          |

## Platzierungsspiele

### Zweitplatzierte
|  | Platz 3 |          |   |
|  |         |          |   |
|  |         |          |   |
|  |         | Singapur | 0 |
|  |         | Birma    | 5 |

### Drittplatzierte
|  | Platz 5 |           |   |
|  |         |           |   |
|  |         |           |   |
|  |         | Hongkong  | 5 |
|  |         | Mauritius | 0 |

## Endstand
| Position | Team                | Spiele | W | L | P | P+  | Resultat  |
| -------- | ------------------- | ------ | - | - | - | --- | --------- |
| 1.       | Volksrepublik China | 3      | 3 | 0 | 3 | +15 | Champions |
| 2.       | Thailand            | 3      | 2 | 1 | 2 | +1  | Silber    |
| 3.       | Birma               | 3      | 2 | 1 | 2 | +5  | Bronze    |
| 4.       | Singapur            | 3      | 1 | 2 | 1 | −5  | 4.        |
| 5.       | Hongkong            | 3      | 1 | 2 | 1 | −1  | 5.        |
| 6.       | Mauritius           | 3      | 0 | 3 | 0 | −15 | 6.        |